# サード・フォース
サード・フォース（3rd Force）は、ウィリアム・オーラ、クレイグ・ドビン、アラン・エスキナシで構成されるスムーズジャズ・バンドである。
バンド名を冠したファースト・アルバムは1994年にリリースされた。続くアルバムすべて、タイトルに「フォース」の文字が含まれている。「サード・フォースは、スムーズジャズのラジオ形式に適合するほとんどのアーティストよりも、かなり折衷的です。実際、彼らの作品はスムーズジャズとダンスを多用する電子的なアシッド・ジャズの境界線にまたがり、時にはエスニックの影響も取り入れています」。

## ディスコグラフィ

### スタジオ・アルバム
- 3rd Force (1994年)
- 『フォース・オブ・ネイチャー』 - Force of Nature (1995年)
- 『ヴァイタル・フォース』 - Vital Force (1997年)
- Force Field (1999年)
- Gentle Force (2002年)
- Driving Force (2005年)
- Global Force (2016年)

### コンピレーション・アルバム
- Collective Force (2000年)